# 多棘木偶海绵虫
多棘木偶海绵虫（学名：Spongocore polyacantha）为海绵虫科木偶海绵虫属的动物。分布于大西洋以及中国东海等海域。